# Dohren (Nordheide)
Dohren ist eine Gemeinde im Landkreis Harburg in Niedersachsen.

## Geografie

### Geografische Lage
Dohren liegt nordwestlich des Naturparks Lüneburger Heide. Die Gemeinde gehört der Samtgemeinde Tostedt an, die ihren Verwaltungssitz in der Gemeinde Tostedt hat. Dohren wird vom Dohrener Mühlenbach durchflossen.

### Landschaft
Früher war die Landschaft Dohrens durch Dornenhecken geprägt. Daher stammt auch der Ortsname. Inzwischen prägen Wälder, Äcker, Teiche und Heide das Landschaftsbild.

### Nachbargemeinden
- Kakenstorf
- Tostedt
- Wistedt
- Heidenau
- Hollenstedt

### Gemeindegliederung
Zur Gemeinde Dohren gehören die Orte Dohren und Dohren Gehege.

### Einwohnerentwicklung
Die Bevölkerungszahl Dohrens ist in den letzten Jahren unter anderem durch die Erschließung immer neuer Baugebiete auf über 1000 Einwohner stark angestiegen.

## Politik

### Bürgermeister
Der ehrenamtliche Bürgermeister Rolf Joachim Aldag (CDU) wurde am 10. September 2006 wiedergewählt und befindet sich nun in seiner zweiten Amtsperiode.

### Gemeinderat

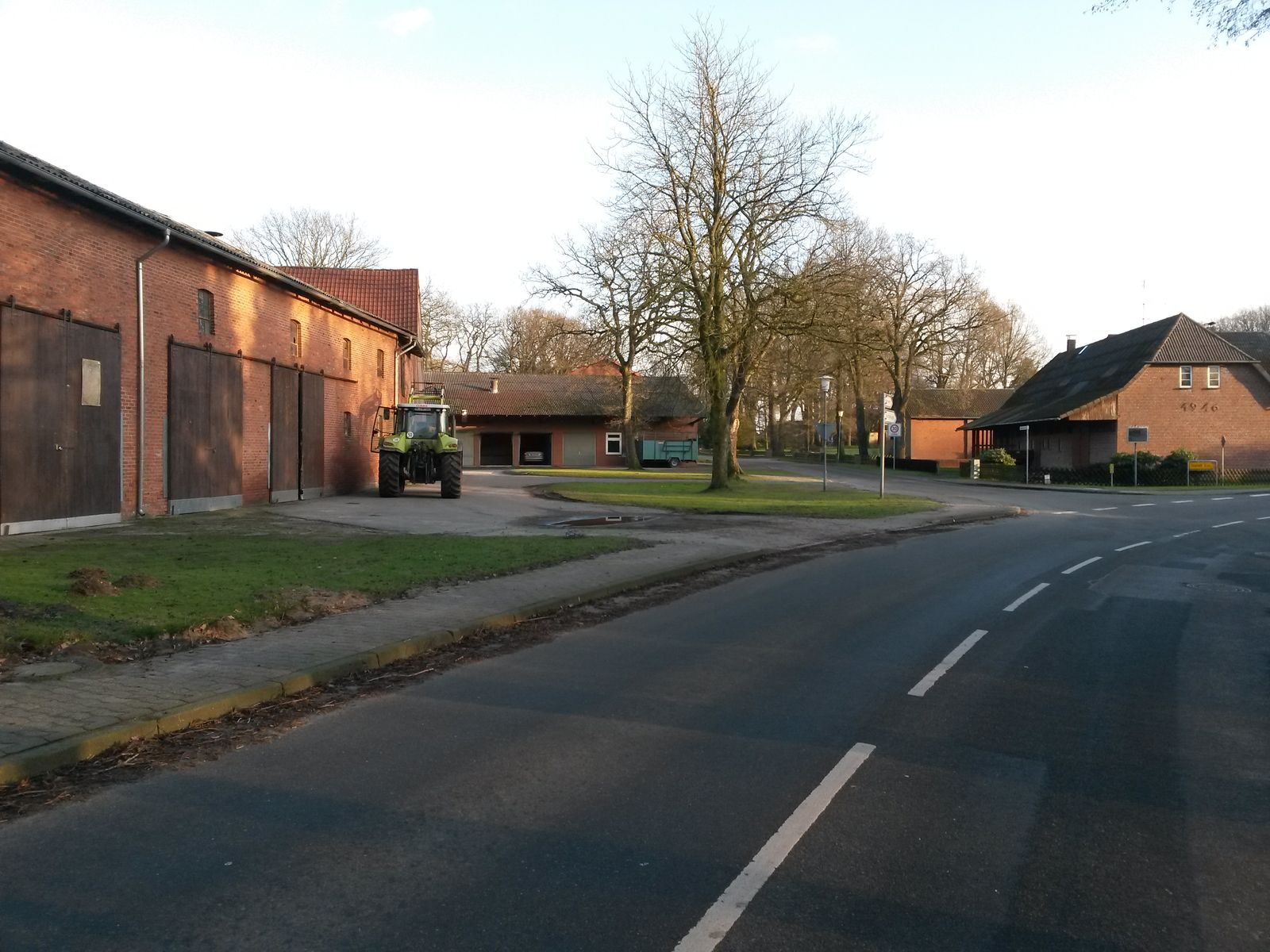
Bauernhof

Der Rat der Gemeinde Dohren setzt sich aus elf Mitgliedern zusammen. Die Ratsmitglieder werden durch eine Kommunalwahl für jeweils fünf Jahre gewählt.

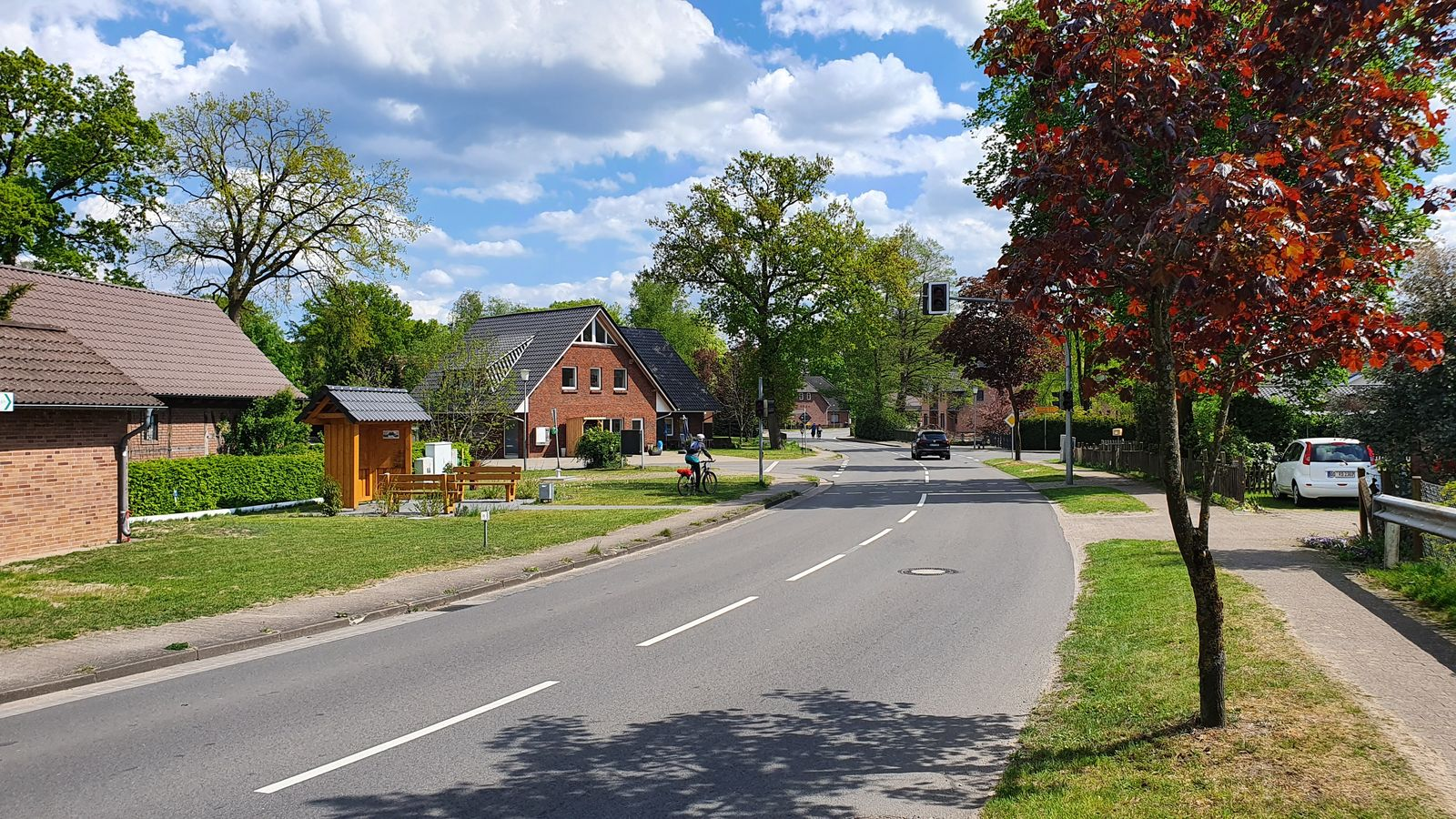
Dohren

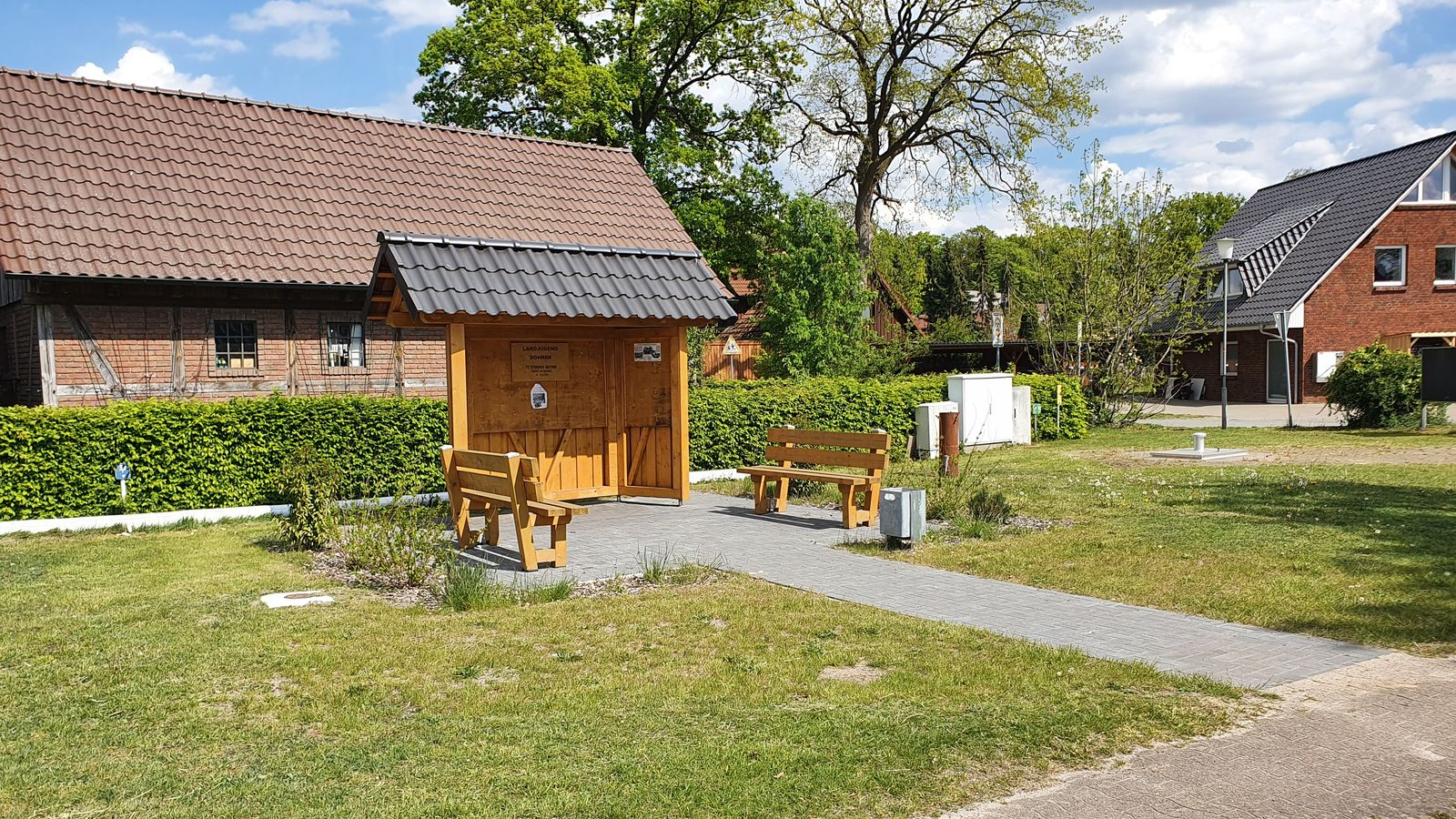
Rastplatz

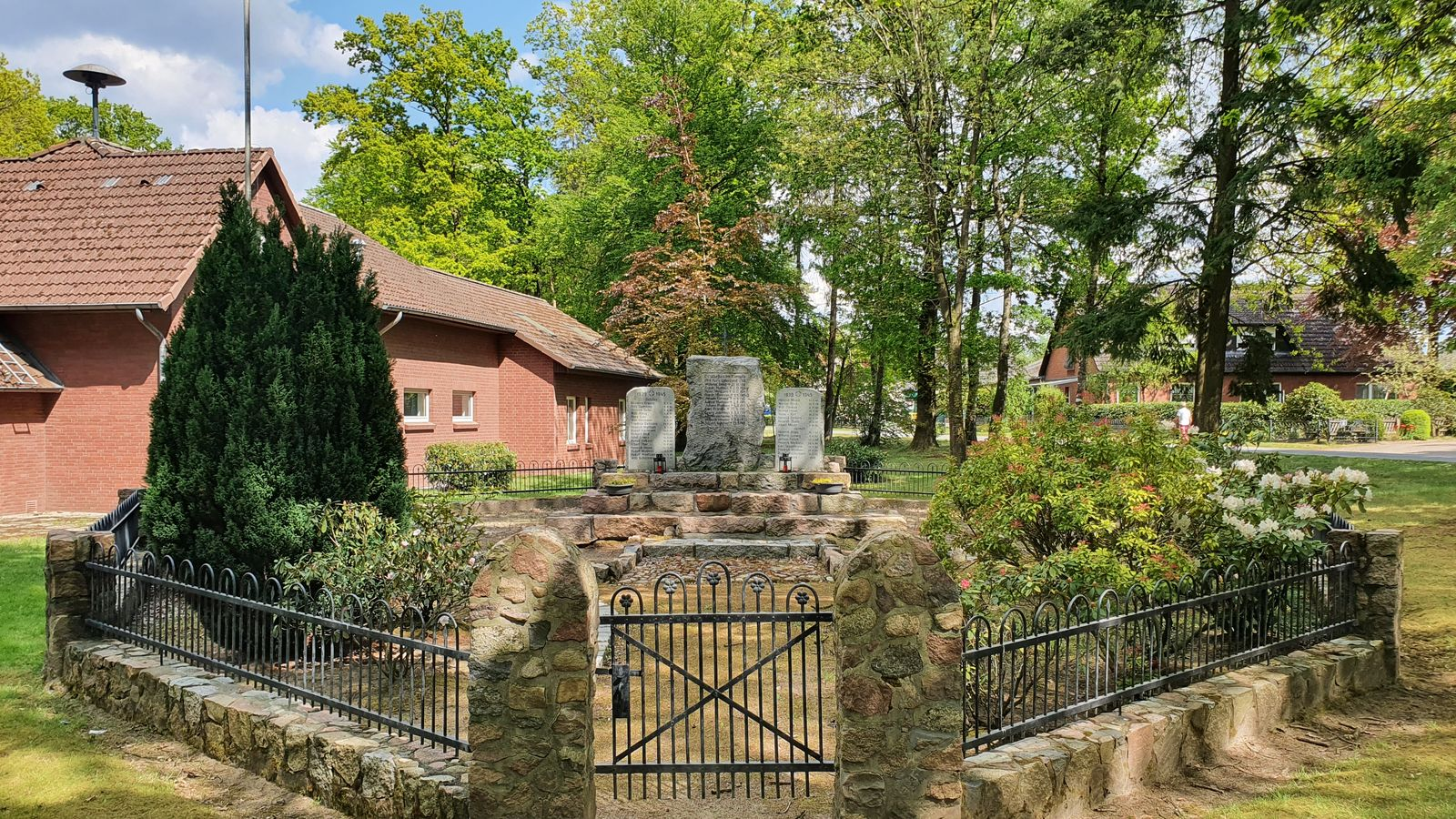
Kriegerdenkmal

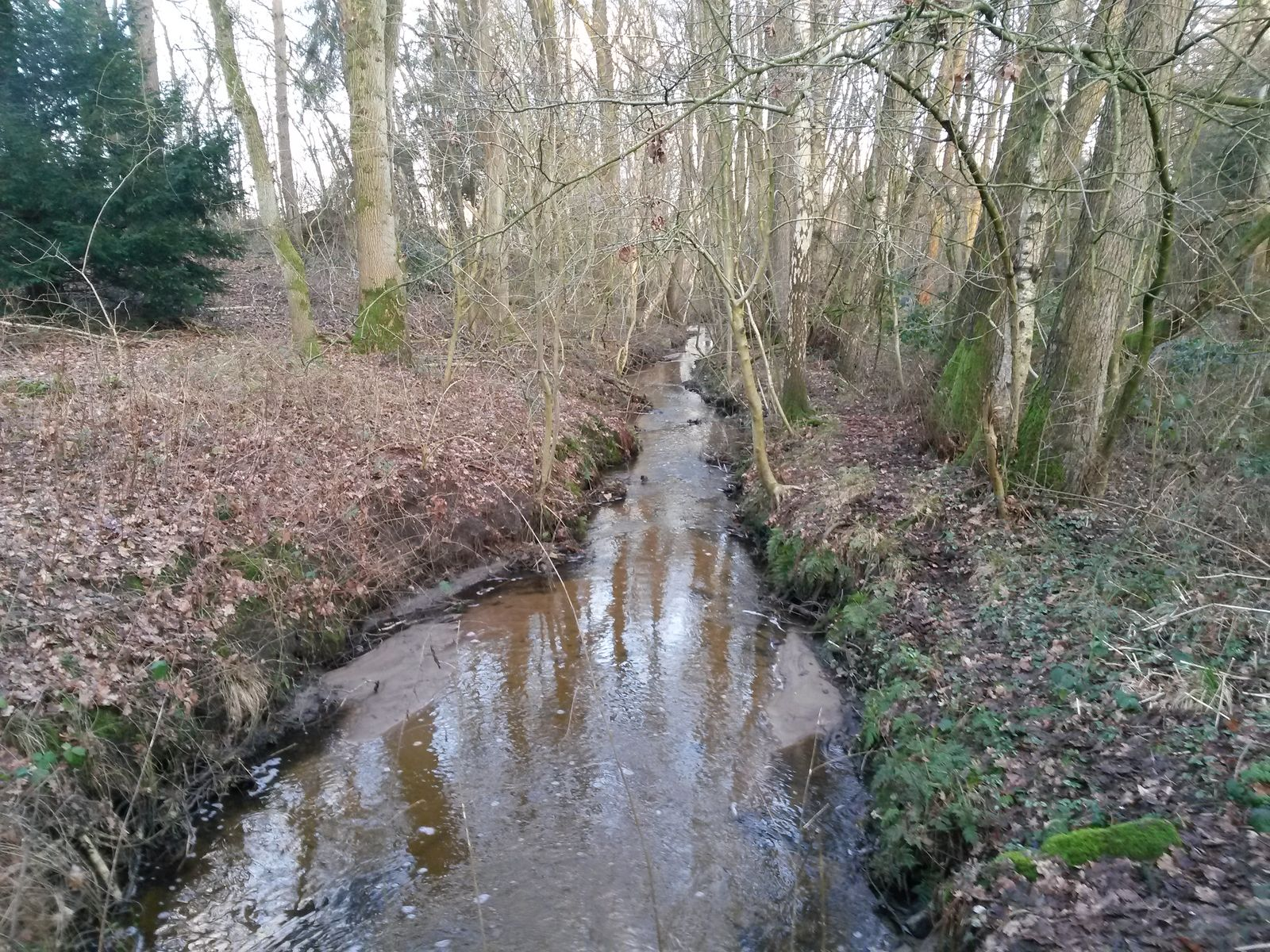
Dohrener Mühlenbach

Die vergangenen Gemeinderatswahlen ergaben folgende Sitzverteilungen:
| Wahljahr | CDU                                                       | WGD | Grüne | FDP | SPD | Gesamt   |
| 2021     | 6                                                         | 3   | 1     | 1   | –   | 11 Sitze |
| 2016     | 7                                                         | 3   | –     | 1   | –   | 11 Sitze |
| 2011     | 7                                                         | 2   | –     | 0   | 2   | 11 Sitze |
|          | __________________________ WGD: Wählergemeinschaft Dohren |     |       |     |     |          |

### Wappen
„Zwei konzentrische, silberne Kreise umschließen auf grünem Schild einen Dornenbusch in Silber. Der Dornenbusch spricht die wahrscheinliche Deutung des Dorfnamens an. Die Kreise symbolisieren Werterhaltung des Dorfes und den Gemeindesinn seiner Bürger.“

## Kultur und Sehenswürdigkeiten

### Sport
Die Sportanlage der S.V. Dohren e. V. umfasst zwei Fußballfelder, ein Baseballfeld, ein Sporthaus, ein Geräteschuppen und eine Flutlichtanlage.
Angebotene Sportarten sind: Fußball (Herren sowie Damen), Base- und Softball (unter dem Namen Dohren Wild Farmers), Tischtennis (Herren, Damen, Jugendliche), Aerobic, Damengymnastik, Kinderturnen, Laufgruppe, Seniorensport, Laufabzeichen, Volleyball und Wandern.
Die Herrenmannschaft der Dohren Wild Farmers spielte 2010 erstmals in der Baseball-Bundesliga. Im Jahr 2022 gelang ihnen der Einzug in die Playoffs der ersten Baseball-Bundesliga. Die Junioren waren im Jahre 2010 deutscher Meister.

## Wirtschaft und Infrastruktur

### Verkehr
- Zur Autobahn A 1, die im Norden der Gemeinde liegt, sind es ca. 6 km.
- Die Landesstraße 141 (nördlich Hollenstedter Straße; südlich Buxtehuder Straße) verläuft durch den Ortskern.
- Zur B 75, die im Süden liegt, sind es ca. 3 km.

## Öffentliche Einrichtungen

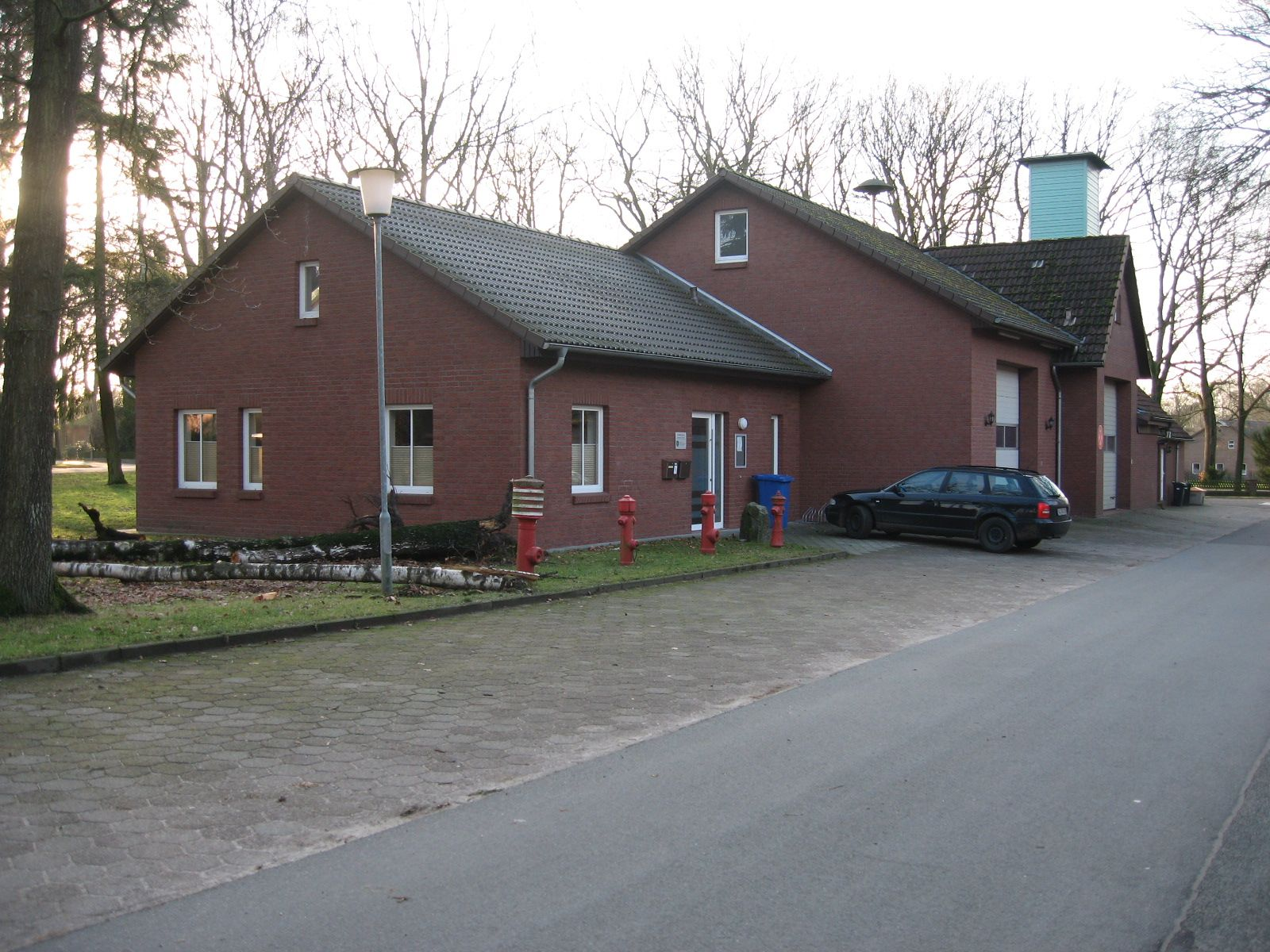
Feuerwehr Dohren

### Feuerwehr Dohren
Die Freiwillige Feuerwehr Dohren verfügt über ein Löschgruppenfahrzeug und ein Mannschaftstransportfahrzeug. Zur Feuerwehr gehören auch eine Jugendfeuerwehr und ein Musikorchester.

### Kita Rasselbande Dohren
Die KiTa Rasselbande Dohren ist eine besondere Kindertagesstätte mit kleinen Gruppen und großen Waldgrundstück.